# أدريان سميث (كرة سلة)
أدريان سميث (بالإنجليزية: Adrian Smith) مواليد 5 أكتوبر 1936 في كنتاكي، هو لاعب كرة سلة أمريكي سابق بدأ مسيرته الاحترافية في سنة 1961 وحمل الرقم 10. يبلغ طوله 6 قدم 1 بوصة (1.9 م). مثّل منتخب بلاده. شارك في مسابقة كرة السلة في الألعاب الأولمبية الصيفية. اعتزل اللعب في 1972.

## فرق لعب لها
- سكرامنتو كينغز
- غولدن ستايت ووريورز

## الميداليات
| الميدالية | المسابقة                       |
| --------- | ------------------------------ |
| ذهبية     | الألعاب الأولمبية الصيفية 1960 |

## روابط خارجية
- أدريان سميث على موقع الاتحاد الدولي لكرة السلة (الإنجليزية)
- أدريان سميث على موقع إن بي أي (الإنجليزية)
- أدريان سميث على موقع سبورتس رفرنس (الإنجليزية)
- أدريان سميث على موقع كلية كرة السلة في سبورتس رفرنس.كوم (الإنجليزية)
- أدريان سميث على موقع ريلجم (الإنجليزية)
- أدريان سميث على موقع بروبوليرز (الإنجليزية)
- أدريان سميث على موقع سبورتس رفرنس (الإنجليزية)
- أدريان سميث على موقع أوليمبيديا (الإنجليزية)